# 斬る (1968年の映画)
『斬る』（きる）は、1968年6月22日に東宝が公開した、岡本喜八監督の時代劇映画。第23回毎日映画コンクール美術賞受賞作品。山本周五郎の「砦山の十七日」を参考に製作された。この作品において地井武男は、映画初出演を果たした。
天保四年の上州を舞台に、二年前に侍を辞めた源太、百姓を捨てて侍になることを心に決めた半次という、二人の対照的な男を中心に描いた作品である。

## スタッフ
- 監督：岡本喜八
- 脚本：岡本喜八、村尾昭
- 製作 : 田中友幸
- 原案 : 山本周五郎 : 「砦山の十七日」[6]
- 撮影：西垣六郎
- 美術 : 阿久根巖
- 音楽：佐藤勝
- 編集：黒岩義民
- 擬斗 : 久世龍[6]
- チーフ助監督 : 渡辺邦彦[6]

## 配役
- 仲代達矢 : 源太－兵頭弥源太[6]
- 高橋悦史 : 田畑半次郎－半次[6]
- 星由里子 : 千乃[6]
- 岸田森 : 荒尾十郎太[6]
- 久保明 : 竹井紋之助[6]
- 中村敦夫 : 笈川哲太郎[6]
- 中丸忠雄 : 庄田孫兵衛[6]
- 神山繁 : 鮎沢多宮[6]
- 東野英治郎 : 森内兵庫[6]
- 田村奈巳 : よう（宿場女郎）[6]
- 天本英世 : 島田源太夫[6]
- 土屋嘉男 : 松尾新六[6]
- 橋本功 : 藤井功之助[6]
- 浜田晃 : 西村伝蔵[6]
- 地井武男 : 吉田弥平次[6]
- 久野征四郎 : 正高大次郎[6]
- 樋浦勉 : 武助[6]
- 黒部進 : 鮎沢金三郎[6]
- 今福正雄 : 道信和尚[6]
- 長谷川弘 : 重傷の浪人[6]
- 鈴木えみ子 : トミ（宿場女郎）[6]
- 小川安三 : 喜助[6]
- 中山豊 : 浪人[6]
- 香川良介 : 溝口佐仲[6]
- 伊吹新 : 重傷の浪人[6]
- 当銀長太郎 : 浪人[6]
- 伊藤実[6]
- 緒方燐作[6]
- 権藤幸彦[6]
- 佐藤功一[6]
- 大前亘 : 門番[6]
- 鈴木治夫 : 番所の番頭[6]
- 関田裕 : 鮎沢の家臣[6]
- 清水良二[6]
- 篠原正記[6]
- 宇留木康二[6]
- 田中浩[6]
- 浅川孝二[6]
- 宇仁貫三[6]
- 久世龍 : 大森帯刀[6]

## 併映作品
- 『サラリーマン悪党術』: 須川栄三監督